# Jesaja

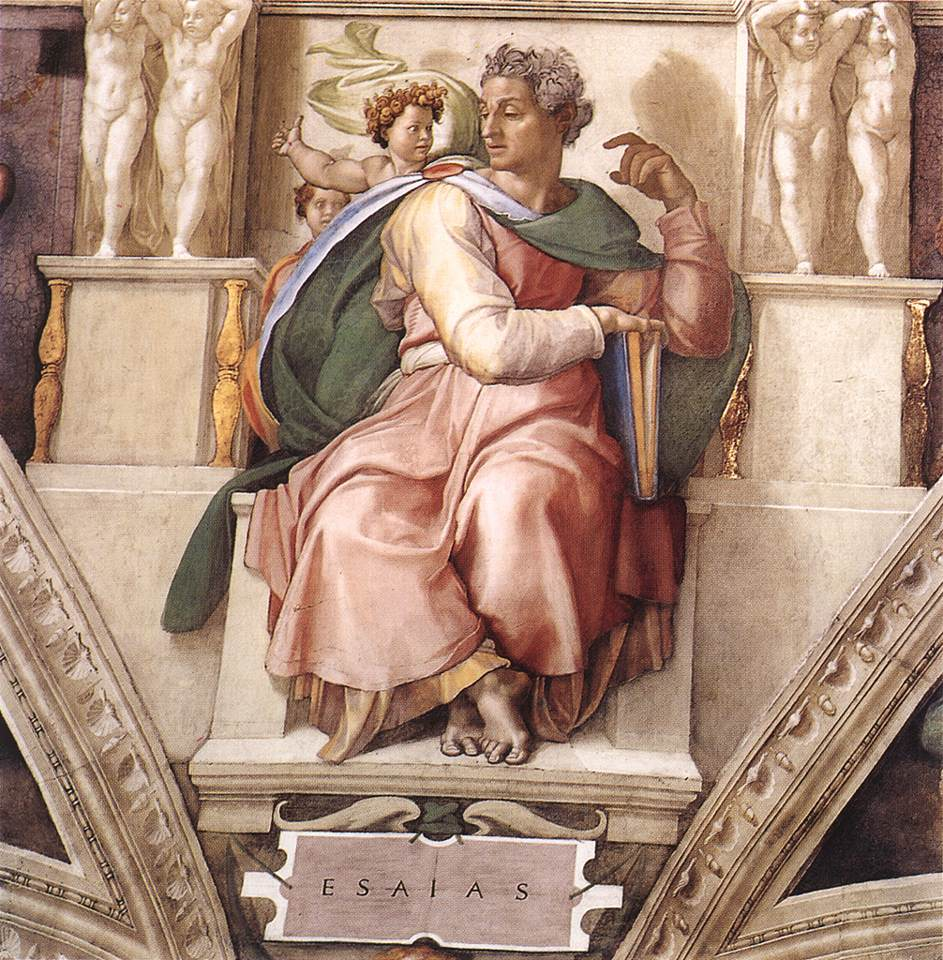
Profeten Jesaja, fresk av Michelangelo i Sixtinska kapellet.

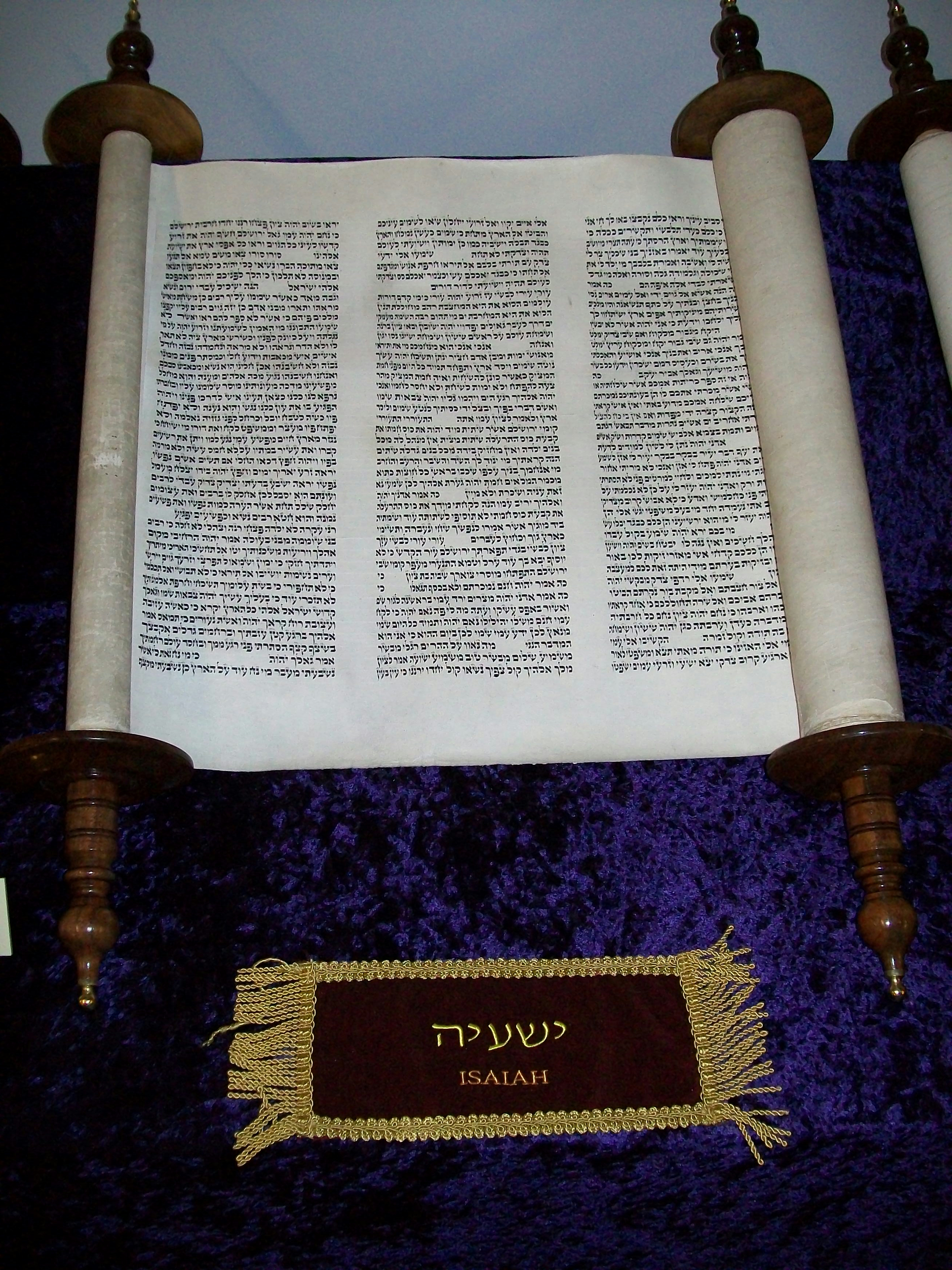
Bokrulle med text på hebreiska.

Jesaja är en bok i judendomens Neviim ("profeterna") och kristendomens Gamla Testamente som traditionellt tillskrivits profeten Jesaja, verksam från cirka 740 till 700 f.Kr. Det finns dock ett klart stilbrott vid kapitel 40. De senare kapitlen tillskrivs nu ofta en eller flera senare författare, se Deuterojesaja och Tritojesaja.

## Beskrivning
Fram till 1800-talet har den judiska traditionen och den kristna kyrkan varit överens om att boken utgör en enhetlig skrift med upphovsmannen Jesaja, Amos son. Detta styrks av en mängd olika källor. Septuaginta-översättningen (cirka år 250 f.Kr.) innehåller hela boken som en enda skrift. Den apokryfiska skriften Syrak (från omkring år 190 f.Kr.) citerar Jesaja 48:24ff. och utgår från att det är ord från "Jesaja, profeten"; det är alltså samma författare även efter 40:e kapitlet. Den judiske historieskrivaren Josefus menar att Koresh, Babels konung, påverkades av Jesaja 45 när han sände hem judarna till sitt land. Dödahavsrullarna bevarade hela Jesaja som en enhetlig skrift. Nya Testamentet behandlar också Jesaja som ett verk av en enda man; man citerar hela Jesaja.
Boken har en del språkliga särdrag som kännetecknar hela skriften. I kapitlen 1–39 nämns "Israels Helige" 12 gånger, och i kapitlen 40–66 används uttrycket 13 gånger – sammanlagt 25 gånger. I resten av den hebreiska bibelskriften nämns det bara 6 gånger.
Boken innehåller detaljerade profetior om Messias. Det talas om att det berg där Herrens hus är skall stå där fast grundat och vara det förnämsta bland bergen och upphöjt över andra höjder; och alla nationer skall strömma dit, samt om en fredlig bro mellan Assyrien, Israel och Egypten. Profetiorna om Herrens lidande tjänare i 53:e kapitlet betraktas av kristna som en utförlig beskrivning av Kristi lidande.
Jesaja verkade som profet i Jerusalem i nästan 46 år, under flera olika kungar på 700-talet före Kristus. Under hans tid ägde många långvariga krig rum. Under denna tid växte assyrierna sig till en stormakt. Så småningom intresserade sig assyrierna också för israeliternas land, vilket på den tiden var uppdelat i två delar; Juda i söder, och Israel i norr. Efter utdragna strider mellan Assyrien och israeliterna (först på 730-talet och sedan 722–721 f.Kr.) gick det nordliga riket Israel under. Huvudstaden Samaria blev intagen år 721/722 f.Kr. Bara sydriket med Jerusalem som huvudstad stod kvar. Assyrierna tågade söderut och intog även delar av sydriket. Men man avbröt plötsligt sin belägring av Jerusalem, när assyrierna fick problem på annat håll i sitt vidsträckta rike. Bibeltexten i Jesaja hänvisar till detta som ett Guds ingripande (se även Andra Kungaboken 19:5 ff.). Samma skeenden beskrivs ur ett assyriskt perspektiv på Sanheribs prisma.